# غور فيدال

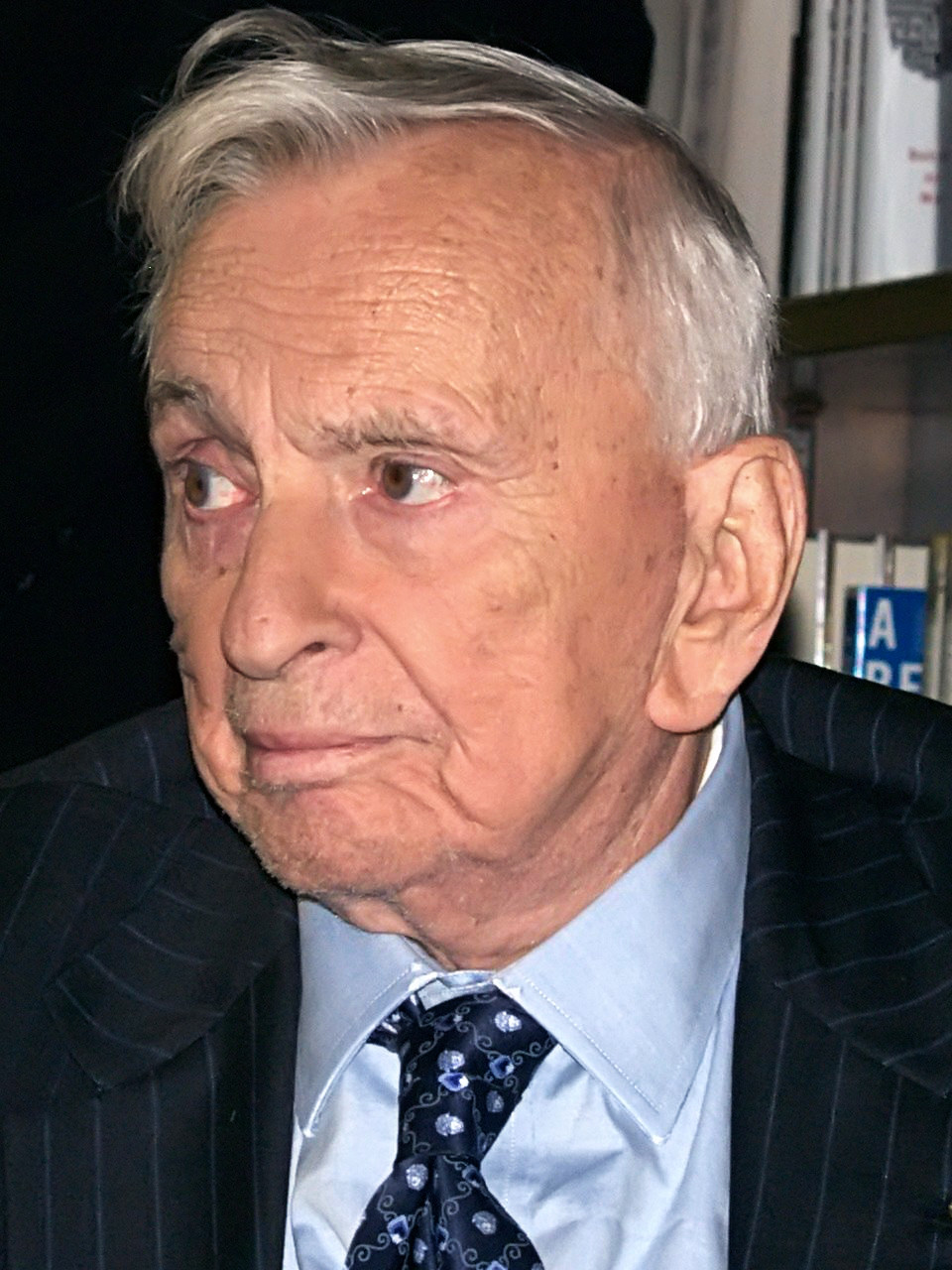

يوجين لوثر غور فيدال (بالإنجليزية: Eugene Luther Gore Vidal) (ولد 3 أكتوبر 1925 - توفي 31 يوليو، 2012). كان كاتب مقالة، ورواية، وسيناريو، ومسرحيات أميركي. ذو نسب سياسي فجده كان عضو مجلس الشيوخ الأمريكي توماس غور، له صلات عائلية (عن طريق الزواج) بجاكلين كنيدي.
ترشح فيدال لمناصب سياسية مرتين وكان ناقدا سياسيا لفترة طويلة. كان مؤيدا للحزب الديمقراطي كما عرف من مقالاته ورواياته، وكتب فيدال لمجلة ذي ناشين، وفي مجلة نيويوركر، وفانيتي فير، ونيويورك ريفيو أوف بوكس. انتقد فيدال لفترة طويلة سياسة أمريكا الخارجية من خلال مقالاته وظهوره الإعلامي. بالإضافة إلى هذا، وصف الولايات المتحدة منذ الثمانينات بأنها إمبراطورية تتدهور. وعرف بمشاحنات له مع شخصيات مثل نورمان ميلر، ويليام إف باكلي جونيور، وترومان كابوت.
صنفت روايات فيدال ضمن الروايات الاجتماعية والتاريخية. وكان أفضل رواياته الاجتماعية المعروفة رواية ميرا بركنريدج التي تحولت إلى فيلم سينمائي لاحقا بنفس اسم الرواية؛ أما رواياته التاريخية المعروفة شملت رواية جوليان، ورواية بر ورواية لينكولن. أثارت روايته الثالثة المدينة والعامود (1948) غضب النقاد المحافظين باعتبارها واحدة من أولى الروايات الأميركية التي تتحدث عن الشذوذ الجنسي. رفض فيدال دائما وصف «مثلي الجنس» و«الجنس الآخر» واعتبره وصف باطل، مدعيا أن الغالبية العظمى من الأفراد من المحتمل أن يكونو من عديمي الجنس. أشهر أعماله في كتابة السيناريو لفيلم الدراما التاريخية الملحمية بن هور (1959) الحائز على العديد من الجوائز.
تولى منصب الرئيس الفخري لـ الجمعية الإنسانية الأمريكية خلال الفترة 2009- 2012 وحتى وفاته بتاريخ 31 يوليو.
في وقت وفاته كان آخر الكتاب الأمريكيين من جيله من الذين خدموا خلال الحرب العالمية الثانية، بما في ذلك جيروم سالينغر، كورت فونيجت، نورمان ميلر، وجوزيف هيلر.

## أوائل حياته
وُلد يوجين لويس فيدال في مستشفى طلاب الأكاديمية العسكرية الأمريكية في ويست بوينت، بولاية نيويورك، وهو الطفل الوحيد لوالده يوجين لوثر فيدال (1895-1969) ولوالدته نينا إس. غور (1903-1978). وُلد فيدال بالمستشفى نظرًا لأن والده، الملازم أول، كان أول مدرب طيران في الأكاديمية العسكرية. كان الاسم الأوسط، لويس، خطأً من جانب والده، «الذي لم يستطع أن يتذكر، على وجه اليقين، ما إذا كان اسمه هو يوجين لويس أو يوجين لوثر». ذكر فيدال، في سيرته الذاتية بعنوان الطرس (1995)، «تقول شهادة ميلادي: «يوجين لويس فيدال»، وهو ما تغير إلى يوجين لوثر فيدال الابن. وأُضيف بعد ذلك اسم غور في حفل تعميدي [عام 1939]، ثم، في سن الرابعة عشر، تخلصت من أول اسمين».
لم يعمده مدير مدرسة سانت ألبانز، المدرسة الإعدادية التي التحق بها، حتى يناير 1939، حين كان عمره 13 عامًا. أُجريت مراسم المعمودية بصفته «يوجين لوثر غور فيدال» في كاتدرائية واشنطن، في فبراير 1939، لـ«يعزز إيمانه [بالعقيدة الأسقفية]». قال في وقت لاحق إنه على الرغم من أن لقب «غور» أُضيف إلى اسمه وقت المعمودية، «لم أُسمى نسبة إليه [جده توماس غور من جهة الأم]، رغم ما كان له من تأثير كبير على حياتي». أسقط فيدال، عام 1941، اسميه الأولين، لأنه «أراد اسمًا واضحًا ومميزًا، ومناسبًا لمؤلف طموح، أو لزعيم سياسي وطني … لم أكن لأكتب باسم «جين» لأنه اسم أحدهم بالفعل. ولم أرغب في استخدام صفة «الابن»».كان يوجين لوثر فيدال الأب مدير مكتب التجارة الجوي بوزارة التجارة (1933-1937) خلال إدارة روزفلت، وكان أيضًا محبوب الطيارة أميليا إيرهارت الأعظم. كان فيدال الأب رياضيًا استثنائيًا، فهو مدرب ولاعب المحور وقائد فريق كرة القدم بالأكاديمية العسكرية الأمريكية، ولاعب كرة سلة بفريق أول أمريكان. شارك، في وقت لاحق، بالألعاب الأولمبية الصيفية 1920، وفي الألعاب الأولمبية الصيفية 1924 (كان السابع في مسابقة رياضة العشاري، ومدرب الخماسي الأمريكي). شارك فيدال الأب، في عشرينيات وثلاثينيات القرن العشرين، في تأسيس ثلاث شركات طيران وخط سكك حديدية: شركة طيران لودينغتون (التي عُرف لاحقًا باسم إيسترن أيرلاينز)، وشركة طيران النقل الجوي العابر للقارات (التي أصبحت لاحقًا شركة خطوط عبر العالم الجوية)، وشركة نورث إيست إيرلاينز، وسكة حديد بوسطن ماين. وُلد جدّ غور الأكبر يوجين فيديل في فيلدكيرخ، النمسا، من أصول رومانشية، وجاء إلى الولايات المتحدة مع جدة غور السويسرية، إيما هارتمان.
كانت والدة فيدال، نينا غور، شخصية مجتمعية بارزة، وقد ظهرت للمرة الأولى في مسرح برودواي في عام 1928، ككومبارس بمسرحية ساين أوف ليوبارد. تزوجت نينا، عام 1922، من يوجين لوثر فيدال الأب، وانفصلا في عام 1935، بعد ثلاثة عشر عامًا من الزواج. تزوجت نينا مرتين بعد ذلك: من هيو دي. أكينكلوس ومن روبرت أولدز. كانت أيضًا على «علاقة غرامية متقطعة» مع الممثل كلارك غيبل. كانت والدة فيدال، بصفتها نينا غور أكينكلوس، مندوبة مناوبة للمؤتمر الوطني الديمقراطي لعام 1940.
أسفرت زيجات والدته وأبيه اللاحقة عن أربعة أخوة غير أشقاء، وهم فانس فيدال، فاليري فيدال، توماس غور أكينكلوس، ونينا غور أكينكلوس، بالإضافة لأربعة أخوة غير أشقاء من زواج والدته الثالث، من روبرت أولدز، وهو لواء في القوات الجوية الأمريكية، تُوفي عام 1943، أي بعد 10 أشهر من الزواج من نينا. يُعد، بور ستيرس، كاتب ومخرج سينمائي، وهيو أكينكلوس ستيرس (1963-1995)، فنان تشخيصي، أحد أبناء أخوة غور فيدال.
نشأ فيدال في واشنطن العاصمة، والتحق بمدرسة سيدويل فريندز ومدرسة سانت ألبانز. نظرًا لعمى جده من ناحية الأم، السيناتور توماس غور، من أوكلاهوما، قرأ فيدال عليه بصوت عال، وكان خادمه بمجلس الشيوخ، ومرشده البصري. ذهب فيدال، خلال عطلته الصيفية عام 1939، مع بعض زملائه وأساتذته من مدرسة سانت ألبانز في رحلته الأوروبية الأولى، لزيارة إيطاليا وفرنسا. زار لأول مرة باريس وروما، وهي المدينة التي أصبحت «مركز خيال غور الأدبي». عندما بدأت الحرب العالمية الثانية في أوائل سبتمبر، أُجبرت المجموعة على العودة إلى ديارها في وقت مبكر، وفي طريق عودته، توقف هو وزملاؤه في بريطانيا العظمى، وقابلوا السفير الأمريكي لدى بريطانيا العظمى، جو كينيدي (والد جون فيتزجيرالد كينيدي، الذي أصبح في ما بعد رئيس الولايات المتحدة الأمريكية). التحق فيدال بمدرسة لوس ألاموس رانش عام 1940، ثم انتقل بعد ذلك إلى أكاديمية فيليبس إكستر، في إكستر بولاية نيوهامشير، حيث ساهم في الصحيفة المدرسية ذا إكسونيان.
لم يلتحق فيدال بالجامعة، والتحق، بدلًا من ذلك، بالجيش الأمريكي وعمل كاتبًا في مكتب القوات الجوية الأمريكية. اجتاز، في وقت لاحق، الامتحانات اللازمة ليصبح ضابط صف بحري (ملازم ثاني) في سلاح النقل، وعمل بعد ذلك كمساعد أول بالسفينة إف إس 35، الراسية بميناء دوتش. عانى فيدال، بعد ثلاث سنوات من الخدمة، بانخفاض درجة الحرارة، وأُصيب بالتهاب المفاصل الروماتويدي، ومن ثم أُعيد تكليفه بالعمل كضابط طوارئ.

## وصلات خارجية
- غور فيدال على موقع IMDb (الإنجليزية)
- غور فيدال على موقع الموسوعة البريطانية (الإنجليزية)
- غور فيدال على موقع مونزينجر (الألمانية)
- غور فيدال على موقع ألو سيني (الفرنسية)
- غور فيدال على موقع أول موفي (الإنجليزية)
- غور فيدال على موقع قاعدة بيانات برودواي على الإنترنت (الإنجليزية)
- غور فيدال على موقع قاعدة بيانات الأفلام السويدية (السويدية)
- غور فيدال على موقع إن إن دي بي (الإنجليزية)
- غور فيدال على موقع ديسكوغز (الإنجليزية)
- غور فيدال على موقع قاعدة بيانات الفيلم (الإنجليزية)

- غور فيدال  على قاعدة بيانات الخيال التأملي على الإنترنت